# 上英水真武庙
真武庙，位于北京市房山区佛子庄乡上英水村，是一座道教正一派宫观。

## 历史
真武庙始建于明朝，民国期间原址复建。2005年7月起，上英水村开始大规模修缮真武庙，用时两年。2008年4月27日，佛子庄乡举行了上英水真武庙对外开放剪彩仪式，自此真武庙正式对外开放。
2009年12月29日，北京市道教协会教职人员颁证仪式在真武庙举行。
2010年9月15日，北京市房山区举办了宗教活动场所颁证仪式，分别为佛教的韩村河镇天开寺、道教的佛子庄乡上英水真武庙、史家营乡圣莲山真武庙等三处宗教活动场颁证。 
恢复后的上英水真武庙由原上英水娘娘庙、上英水真武庙组成。2012年，两庙均被认定为北京市房山区普查登记文物。2013年1月分别立“上英水娘娘庙”、“上英水真武庙”普查登记文物牌保护。

## 建筑
上英水真武庙占地约3300平方米，位于上英水村东小山崖颠，坐西朝东，分为三个平台，两进院落。
- 第一平台：是庙前停车场。
- 第二平台：真武庙第一进院落（原上英水娘娘庙），从这里开始进入真武庙。登上立有影壁的台阶，院落中有山门、钟鼓楼、西三间为正殿；北三间为元君殿，南三间为慈航殿。向西为文昌殿，其南、北厢殿西侧各建有两间便殿。
- 第三平台：真武庙第二进院落（原上英水真武庙），登上台阶，南有望月楼，北有咏经楼。进入垂花门，西正殿为玄武殿三间，南北各有两间耳殿，北厢为财神殿三间，南厢为药王殿三间。

庙内存《重修上英水村真武庙记》碑刻一通，方首方座，碑高1.7米，宽0.7米，厚0.14米，碑额楷书“永垂不朽”，落款为“中华民国十三年四月”。